# Gauliga Niederrhein 1937/38
Die Gauliga Niederrhein 1937/38 war die fünfte Spielzeit der Gauliga Niederrhein im Fußball. Die Meisterschaft wurde in dieser Saison erneut im Rundenturnier mit zehn Mannschaften ausgetragen. Die Gaumeisterschaft sicherte sich zum dritten Mal Fortuna Düsseldorf mit drei Punkten Vorsprung vor Schwarz-Weiß Essen. Damit qualifizierten sich die Düsseldorfer für die deutsche Fußballmeisterschaft 1937/38, bei der die Mannschaft das Halbfinale gegen Hannover 96 knapp mit 2:3 nach Verlängerung verloren. Das Spiel um Platz 3 wurde im Wiederholungsspiel gegen den Hamburger SV mit 4:2 gewonnen. Die Abstiegsränge belegten der Rot-Weiß Oberhausen und BV Altenessen 06. Aus den Bezirksligen stiegen Rot-Weiss Essen und der Westende Hamborn auf.

## Abschlusstabelle
| Pl. | Verein                 | Sp. | S  | U | N  | Tore    | Quote | Punkte |
| --- | ---------------------- | --- | -- | - | -- | ------- | ----- | ------ |
| 1.  | Fortuna Düsseldorf (M) | 18  | 13 | 3 | 2  | 042:120 | 3,50  | 29:70  |
| 2.  | Schwarz-Weiß Essen     | 18  | 12 | 2 | 4  | 039:220 | 1,77  | 26:10  |
| 3.  | SV Hamborn 07          | 18  | 9  | 5 | 4  | 034:290 | 1,17  | 23:13  |
| 4.  | TuS Duisburg 48/99     | 18  | 8  | 3 | 7  | 028:290 | 0,97  | 19:17  |
| 5.  | SSV Elberfeld          | 18  | 6  | 6 | 6  | 029:200 | 1,45  | 18:18  |
| 6.  | TuRU Düsseldorf        | 18  | 6  | 4 | 8  | 022:270 | 0,81  | 16:20  |
| 7.  | VfL Benrath            | 18  | 5  | 5 | 8  | 019:240 | 0,79  | 15:21  |
| 8.  | Union 02 Hamborn (N)   | 18  | 5  | 3 | 10 | 025:320 | 0,78  | 13:23  |
| 9.  | Rot-Weiß Oberhausen    | 18  | 4  | 3 | 11 | 019:300 | 0,63  | 11:25  |
| 10. | BV Altenessen 06 (N)   | 18  | 2  | 6 | 10 | 032:640 | 0,50  | 10:26  |

| (M) | Titelverteidiger               |
| (N) | Aufsteiger aus der Bezirksliga |

## Aufstiegsrunde

### Gruppe 1
| Platz | Verein                     | Spiele | Tore  | Quote | Punkte |
| ----- | -------------------------- | ------ | ----- | ----- | ------ |
| 1.    | Westende Hamborn           | 4      | 11:80 | 1,38  | 5:3    |
| 2.    | Eintracht München-Gladbach | 4      | 09:10 | 0,90  | 4:4    |
| 3.    | Union Krefeld              | 4      | 07:90 | 0,78  | 03:50  |

### Gruppe 2
| Platz | Verein                 | Spiele | Tore  | Quote | Punkte |
| ----- | ---------------------- | ------ | ----- | ----- | ------ |
| 1.    | Rot-Weiss Essen        | 4      | 13:40 | 3,25  | 8:0    |
| 2.    | VfR Ohligs             | 4      | 07:8  | 0,88  | 4:4    |
| 3.    | Schwarz-Weiß Wuppertal | 4      | 03:11 | 0,27  | 0:8    |